# Apòstols d'Àger
Els Apòstols d'Àger és un Fresc traspassat a tela del Cercle de Pedret pintat a finals del segle xi – inicis del segle xii que actualment forma part de la col·lecció permanent del Museu Nacional d'Art de Catalunya.

## Història
L'església de Sant Pere d'Àger, fundada per Arnau Mir de Tost, conqueridor de la vall d'Àger als sarraïns, va ser la seu d'una canònica regular exempta de la jurisdicció ordinària, és a dir, que no depenia del bisbe d'Urgell, amb un
patrimoni territorial enorme procedent de les donacions del fundador i dels seus descendents. En consonància amb la seva importància, l'església, avui en ruïnes, era molt monumental.
De les pintures que la decoraven, només en queden fragments esparsos procedents de l'absis principal i del septentrional, dels quals el més destacat i sencer és el de dos apòstols, Tadeu i Jaume, que procedeix del primer arcosoli de l'absis central.

## Descripció
Els dos apòstols d'Àger, monumentals, es presenten en posició frontal i hieràtica, amb rotlles o volums a les mans, que sostenen en posició alternada, alhora que també difereix el color dels seus nimbes i de la seva vestimenta. El de l'esquerra,
imberbe, és Tadeu i el de la dreta, amb barba, Jaume, tal com indiquen les inscripcions. El seu estil pictòric s'inscriu en el Cercle de Pedret, d'influència llombarda, i presenta una estreta relació amb el de les pintures de la catedral de Saint-Lizier de Coserans (in situ, França). Com a Saint-Lizier, en cadascun dels nínxols i fornícules de l'absis de Sant Pere d'Àger hi devia haver representada una parella d'apòstols. Tots junts deurien configurar el col·legi apostòlic, la representació del qual tenia ple sentit en canòniques augustinianes com la d'Àger, en què, d'acord amb la reforma gregoriana, es volia refermar la independència de l'Església com a institució davant el poder laic.